# Bolo-Fouta
Bolo-Fouta est une commune rurale du Mali de l'arrondissement de Doussoudiana, dans le cercle de Yanfolila et la région de Bougouni, elle a pour chef-lieu la localité de Doussoudiana.

## Villages
La commune s'étend sur 4 localités relevées lors du recensement général de 2009. 
Les villages les plus peuplés sont :
- Doussoudiana (1 785 habitants)
- Laminina (1 170 habitants)
- Niakoni (1 090 habitants)

En 2023, la loi 2023-007 attribue à la commune 4 villages, fractions ou quartiers  :
- Doussoudiana
- N'Togomola
- Laminina
- Niakoni